# Monbéqui
Monbéqui (okzitanisch: Montbequin) ist eine französische Gemeinde mit 656 Einwohnern (Stand: 1. Januar 2022) im Département Tarn-et-Garonne in der Region Okzitanien. Sie gehört zum Arrondissement Montauban und ist Teil des Kantons Montech (bis 2015: Kanton Grisolles). Die Einwohner werden Montbéquinois genannt.

## Geographie
Monbéqui liegt etwa 16 Kilometer südsüdwestlich von Montauban an der Garonne, die die Gemeinde im Westen begrenzt. Umgeben wird Monbéqui von den Nachbargemeinden Finhan im Norden, Montbartier im Nordosten, Bessens im Osten und Südosten, Verdun-sur-Garonne im Süden sowie Mas-de-Grenier im Westen.

## Bevölkerung
| Jahr      | 1962 | 1968 | 1975 | 1982 | 1990 | 1999 | 2006 | 2013 |
| --------- | ---- | ---- | ---- | ---- | ---- | ---- | ---- | ---- |
| Einwohner | 344  | 351  | 304  | 311  | 273  | 353  | 516  | 607  |

## Sehenswürdigkeiten

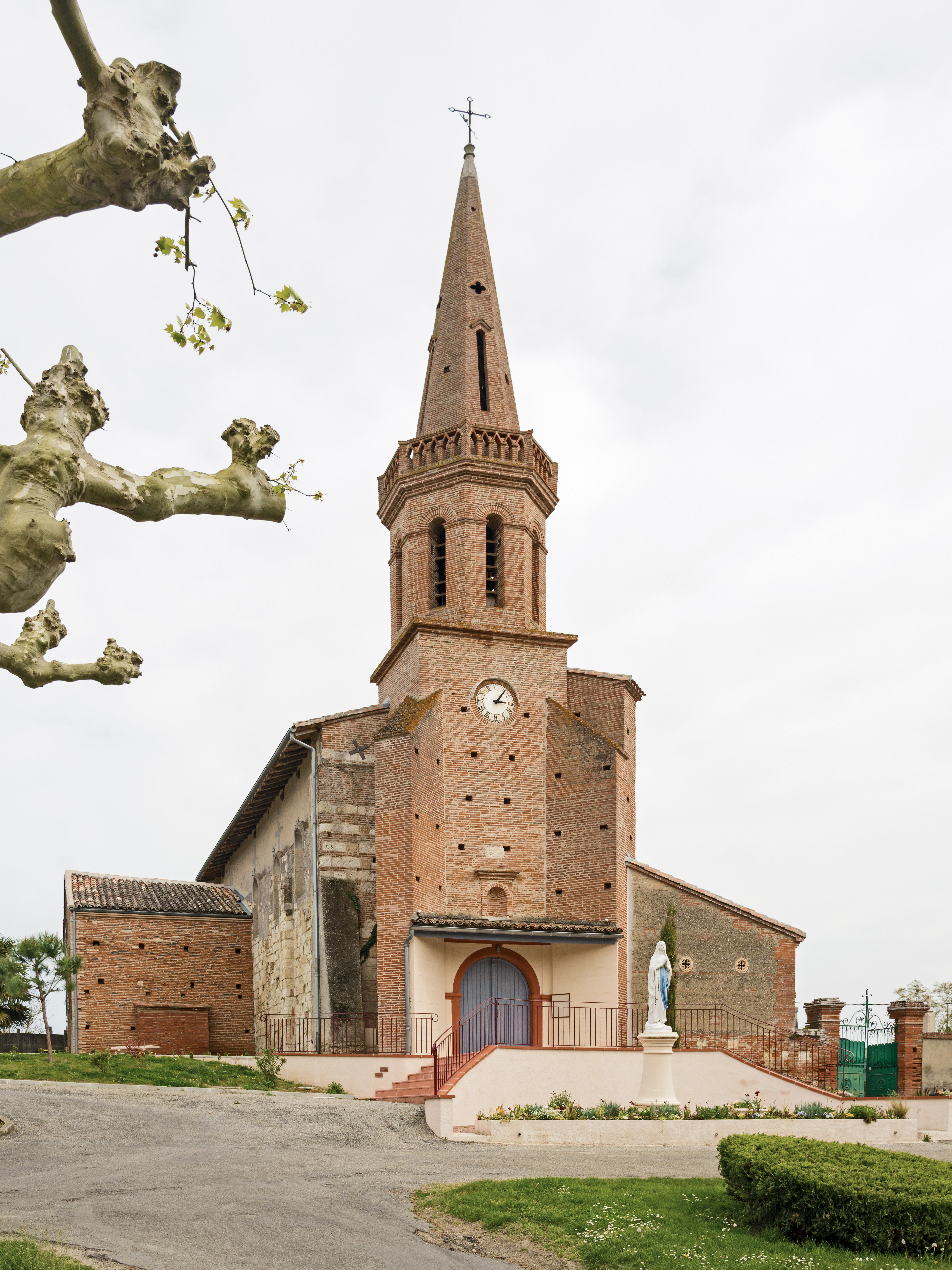
Kirche Saint-Amans

- Kirche Saint-Amans
- Rathaus